# جنتيلي دا فابريانو

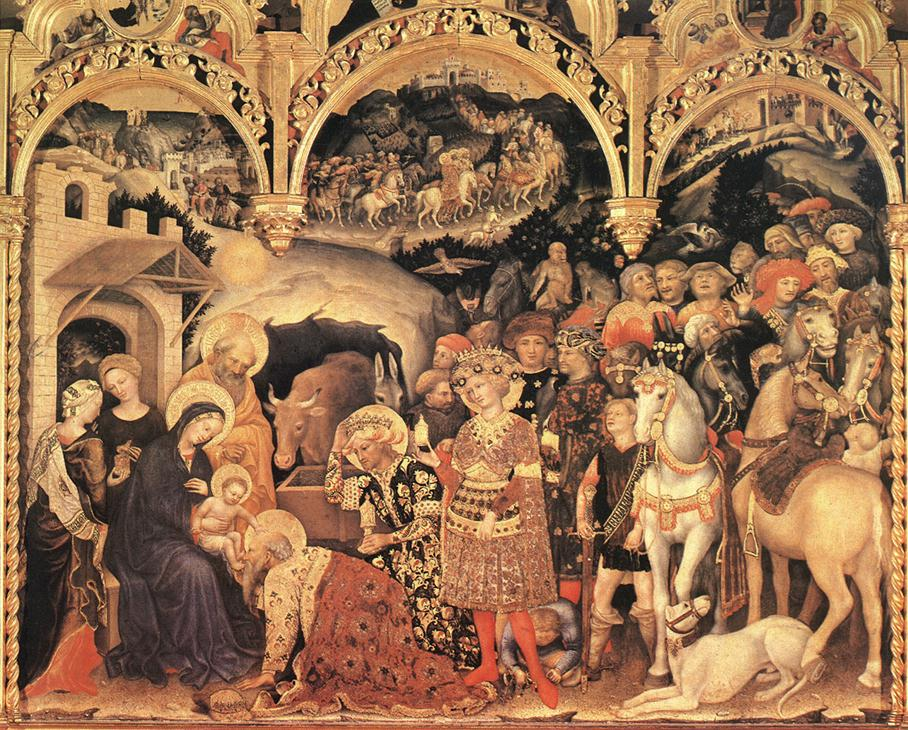
سجود المجوس

جينتيلي دا فابريانو (بالإيطالية: Gentile da Fabriano , الأسم الأصلي نيكولو دي جيوفاني دي ماسيو (بالإيطالية: Niccolò di Giovanni di Massio),( 1370م-1427م) , كان من الرسامين الرّواد في وسط إيطاليا في بدايات القرن الخامس عشر، وتعدّ أعماله المتبقية إلى يومنا هذا، من الأمثلة الأكثر إتقاناً عن الطراز القوطي الدولي.
كُلف جينتيلي في العام 1409 بتصميم الديكور الخاص بقصر دوجز في فينيسيا (البندقية) باستخدام الجص، وقد قام بيزانيلو باستكمال عمليات التزيين، آخر عملية تزيين كُلف بها كانت لكنيسة القديس يوحنا لاتيران (St. John Lateran) في روما إلا أن المنية قد عاجلته قبل أن ينتهي من التزيين.
يعدّ عمله «سجود المجوس» (باللاتينية: A Magis adoratur) من تحفه الفنية الباقية إلى هذا اليوم، والتي رسمها لأجل كنيسة سانتا ترينيتا في فلورانسا.

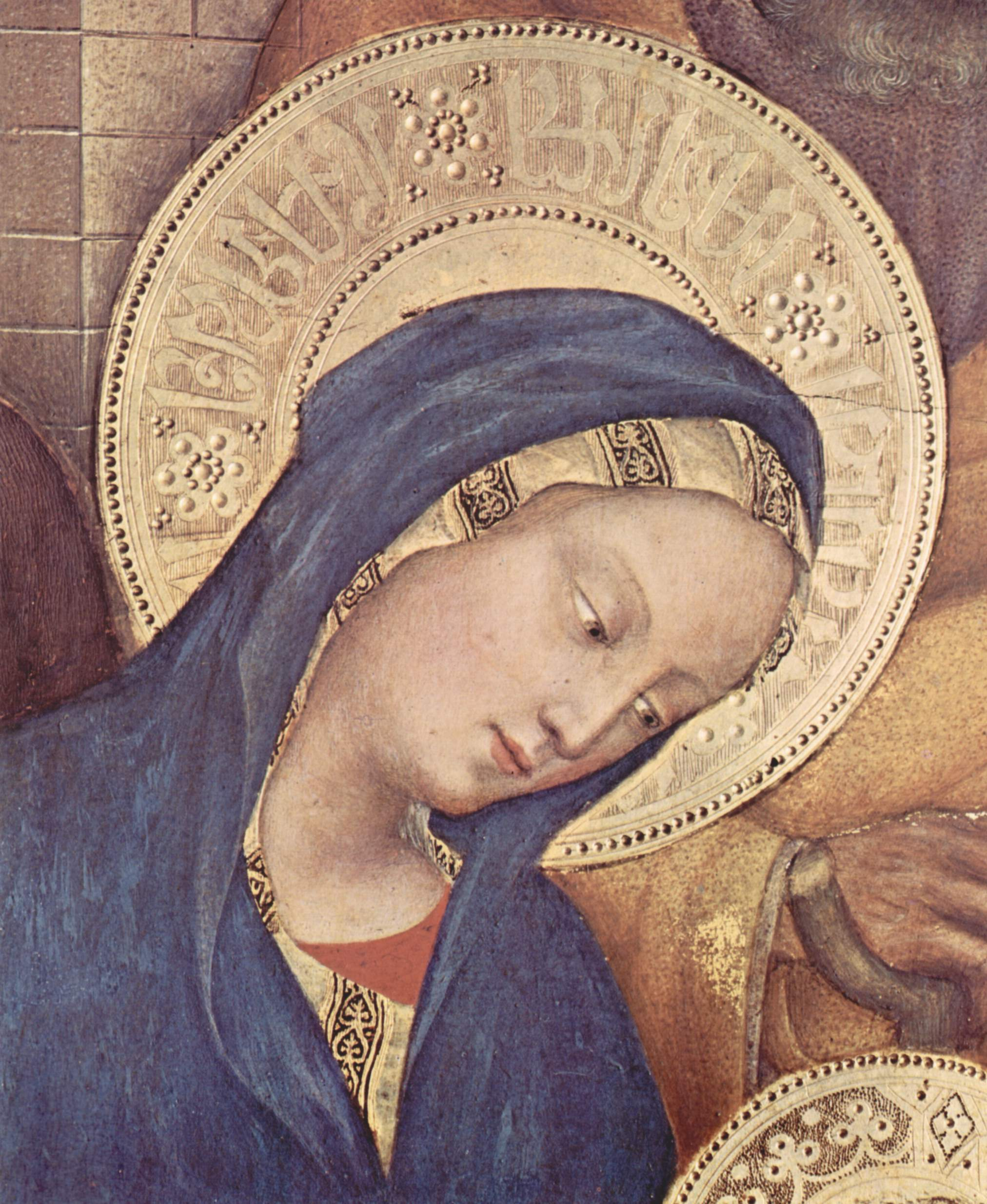
صورة مقربة لوجه مريم العذراء في لوحة"سجود المجوس" حيث تبدو الهالة المحيطة برأس مريم العذراء و قد كتب عليها بأحرف عربية